# Risti (obec)
Obec Risti (estonsky Risti vald) je bývalá samosprávná obec náležející do estonského kraje Läänemaa. V roce 2013 byla začleněna do obce Lääne-Nigula.

## Obyvatelstvo
Na území zrušené obce Risti žije necelá tisícovka obyvatel, z toho přibližně tři čtvrtiny v městečku Risti, které bylo správním centrem obce, a zbytek ve čtyřech vesnicích Jaakna, Kuijõe, Piirsalu a Rõuma.